# Кортес-де-Пальяс
Кортес-де-Пальяс (ісп. Cortes de Pallás) — муніципалітет в Іспанії, у складі автономної спільноти Валенсія, у провінції Валенсія. Населення — 951 особа (2010).

## Географія
Муніципалітет розташований на відстані близько 270 км на південний схід від Мадрида, 55 км на південний захід від Валенсії.

## Демографія
Динаміка населення (INE ):

## Галерея зображень

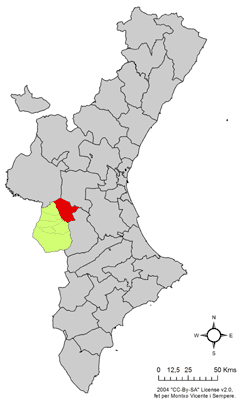
Розташування муніципалітету Кортес-де-Пальяс у автономній спільноті Валенсія
Розташування муніципалітету Кортес-де-Пальяс у комарці Вальє-де-Айора
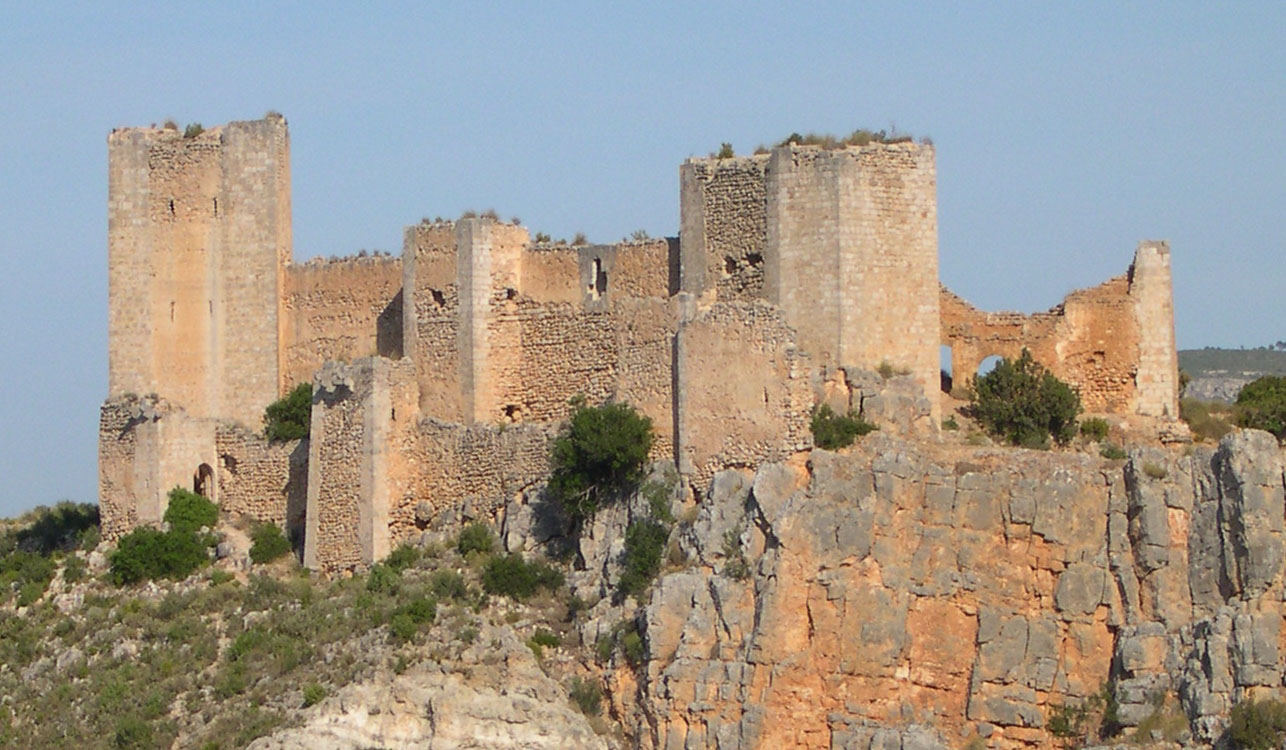
Замок Чирель